# レジストラ
レジストラ（registrar）とはユーザからの要求を受けて、ドメイン名を地域インターネットレジストリに登録を行う業者の総称である。
かつてレジストラが存在しない時代は、ユーザが直接インターネットレジストリにドメインを登録していたが、レジストラという仲介業者が現れたことによって、誰でもドメインを持つことが容易になった。
日本においては、ドメインの登録・管理サービスのみを提供するレジストラも存在するが、レンタルサーバ業も兼ねていることが多い。インターネットへの接続などのサービスを提供するインターネットサービスプロバイダ (ISP) も、多くはレジストラ業務を行っており、ISPを通してもドメイン名の登録・管理が可能である。
ドメインの登録・管理費用は、このレジストラによって大きく異なる。
多くのレジストラが、複数のccTLD、gTLDをサポートする。日本においては.jpドメインや、.comなどの全世界から登録可能なgTLDを扱う業者が多い。.jp以外のccTLDを扱う業者は.tvなど地域を問わず登録可能なものを除き少ない。

## 日本のICANN公認レジストラ
- BRドメイン株式会社（IANA ID:1898）
- GMOブライツコンサルティング株式会社（IANA ID:1434）
- 株式会社IDCフロンティア（IANA ID:474）
- GMOインターネット株式会社（IANA ID:49）
- GMO-Z.com Pte Ltd.（IANA ID:645）
- 株式会社インターリンク（IANA ID:277）
- 株式会社日本レジストリサービス（IANA ID:1485）
- 株式会社JPRSレジストラ（IANA ID:1721）
- カゴヤ・ジャパン株式会社（IANA ID:1656）
- ネットオウル株式会社[1]（IANA ID:1557）
- ライトセンド株式会社（IANA ID:2911）
- ウィングネームズ株式会社（IANA ID:3242）
- スカイクリア株式会社（IANA ID:3243）
- 大日本情報システム株式会社（IANA ID:3244）
- 株式会社国際調達情報（IANA ID:78）
- 有限会社Takaエンタプライズ（IANA ID:1726）
- ウィクシー株式会社（IANA ID:1474）
- アクセスジャパン株式会社（IANA ID:3854）
- コペルニクス株式会社[2]（IANA ID:4328）